# گئورگه آپوستول
گئورگه آپوستول (رومانیایی: Gheorghe Apostol؛ زادهٔ ۱۶ مه ۱۹۱۳ – درگذشتهٔ ۲۱ اوت ۲۰۱۰) یک سیاست‌مدار کمونیست اهل رومانی بود.